# Йоган Швабський Парріціда

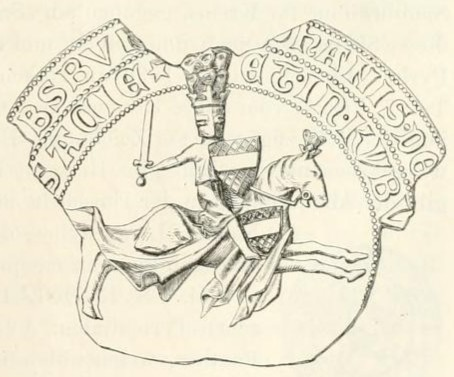
Печатка Йогана Швабського

Йоган Швабський Парріціда Габсбург (1290 — 13 грудня 1312/13) — герцог, посмертний син герцога Рудольфа II Габсбурга Швабського і Агнеси Чеської Пшемислівни, онук короля Чехії Пшемисла II Оттокара і короля Німеччини Рудольфа І Габсбурга, правнук галицького князя Ростислава Михайловича.

## Молоді роки

Герб графства Кібург

Йоган Габсбург Швабський народився незабаром після загадкової смерті його батька, герцога Австрії і Штирії Рудольфа II Габсбурга. Спочатку перебував з матір'ю Агнесою Чеською у замках Габсбургів Бругг, Баден швейцарського кантону Ааргау, згодом вони перебрались у Прагу до двору брата матері короля Чехії Вацлава II і сестри батька Ґіти. 1 квітня 1294 року отримав титул герцога без надання будь-якої землі. Після смерті у травні 1296 року матері виховувався при дворі німецького короля Альбрехта І Габсбурга, старшого брата його батька. Після вбивства в 1306 році двоюрідного брата, короля Чехії і Польщі Вацлава III претендував на чеський трон, який його дядько, король Німеччини Альбрехт І передав своєму сину Рудольфу III. Домагався повернення маєтків батьків на основі Райнфельдерської угоди 1283 року, за якою його батько за зречення від співуправління Австрією з братом Альбрехтом І мав отримати у володіння інші землі. З 1307 Йоган Швабський був управителем родових маєтків, домагаючись повернення родових маєтків матері у Швейцарії — графства Кібург у кантоні Цюрих, Ленцбурга і Бадена у кантоні Ааргау.

## Змова

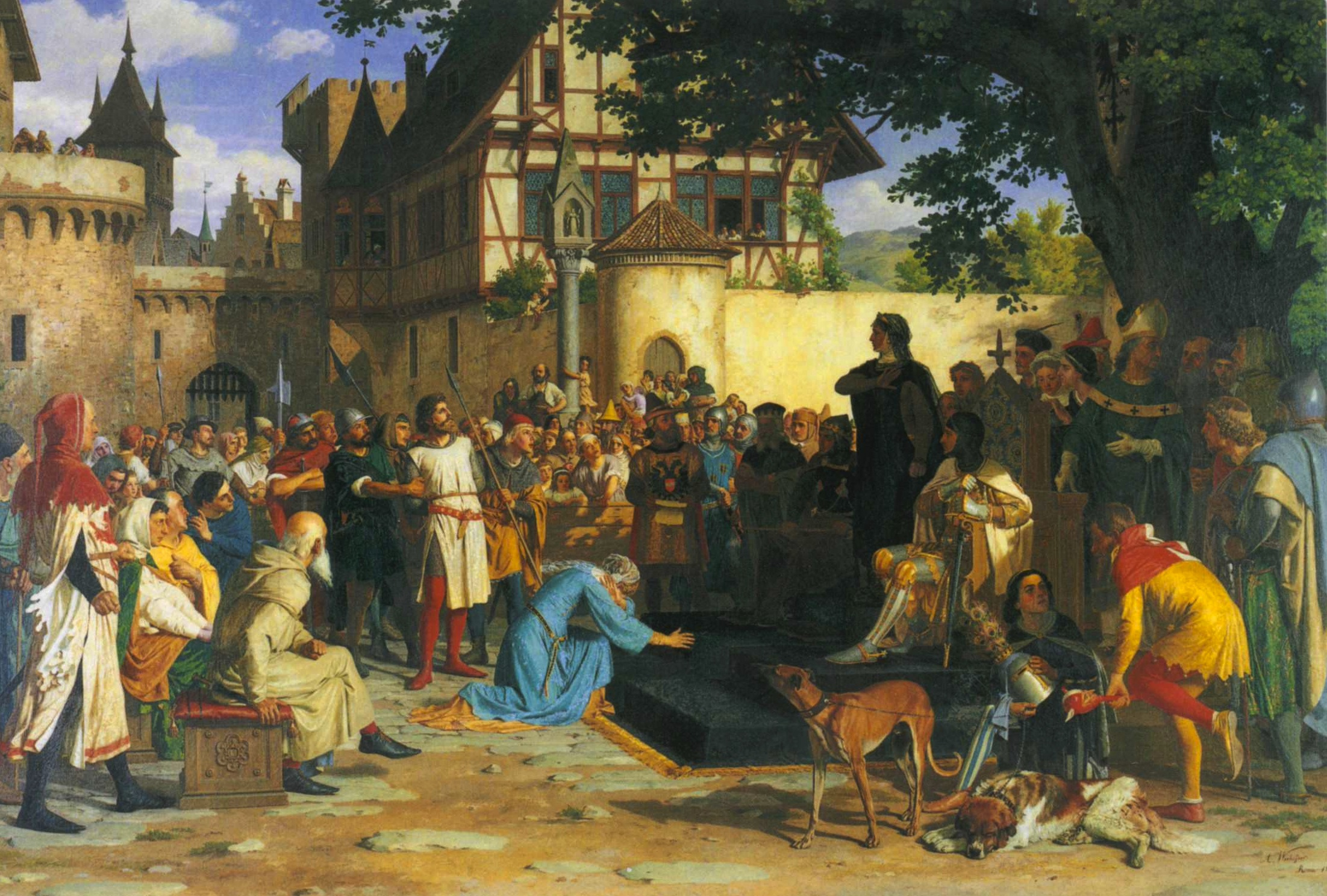
Кривавий закон. Гертруда фон Варт просить помилування свого чоловіка Рудольфа. Худ. А. Векессе

Після відмови дядька Йоган Швабський, будучи герцогом без землі, організував змову проти Альбрехта І. Йоган був у замку Бадена при дворі Альбрехта, де той на вечірньому бенкеті вручав гостям вінки з квітів. Розлючений Йоган кинув йому вінок назад і сказав, що він є застарим, щоб задовольнятись квітами і воліє отримати те, що йому належить по праву. На цьому забава завершилась і зранку 1 травня 1308 король Альбрехт вирушив із замку Баден до своєї дружини. З ним поїхав Йоган Швабський і учасники змови, швабські лицарі Рудольф фон Варт, Рудольф фон Бальм, Вальтер фон Ешенбах, Конрад Тегерфельд. При переправі через ріку Ройсс біля Віндіша Йоган вбив короля ударом меча в голову, після чого змовники втекли. За вбивство родича Йоган отримав прізвисько Парріціда (лат. батьковбивця). Новий німецький король Генріх VII Люксембург оголосив 18 вересня 1309 імперську баніцію вбивцям свого попередника, що ставило їх поза законом і позбавляло майна.

## Останні роки
Є декілька легенд про його подальшу долю. Можливо, він став 1312 ченцем у Пізі, звідки просив змилостивитися Генріха VII, і його надгробок зберігся у монастирському костелі в Пізі. За іншою його пробачив папа Климент V і він помер у кляшторі августинців Пізи. За ще однією легендою він прожив ченцем до 1368 року, коли у замку Ейген перед смертю відкрив своє походження.

## П'єси
Історія Йогана Швабської стала основою для декількох п'єс, романів. Зокрема він є діючою особою п'єси Фрідріха Шіллера «Вільгельм Тель».
Крім неї відомі драми:
- August Gottlieb Meißner: Johann von Schwaben. Ein Schauspiel. — Leipzig 1780

- Wilhelm Ferdinand Zernecke: Johann von Schwaben. Trauerspiel in fünf Akten. — Berlin 1830

- Rudolf Neumeister: Johann von Schwaben. Trauerspiel in 5 Akten. — Leipzig 1841

- Moritz Blanckarts: Johann von Schwaben. Historisches Schauspiel in 5 Aufzügen. — Dresden: Meinhold, 1863

- Julius Grosse: Johann von Schwaben. Trauerspiel in fünf Aufzügen. — Leipzig: Weber 1870

## Романи
- C. F. Mandien: Die Kaisermörder. Historisch-romantisches Gemälde aus dem Anfange des 14. Jahrhunderts. — Quedlinburg: Basse, 1826

- Heinrich August Müller: Johann von Schwaben, oder die Ermordung des Kaisers Albrecht. Historisch-romantisches Gemälde aus dem dreizehnten und vierzehnten Jahrhundert. — Quedlinburg und Leipzig: Basse, 1829

- Thomas Bornhauser: Herzog Johann oder Königsmord und Blutrache. — St. Gallen: Kälin, 1844